# Kabinett Gross
Das Kabinett Gross (Staatsministerium) bildete von Januar 1890 bis 1899 die von Großherzog Carl Alexander eingesetzte Landesregierung des Großherzogtums Sachsen-Weimar-Eisenach. Nach dem gesundheitsbedingten Rückzug des Vorsitzenden Gottfried Theodor Stichling wurde eine neue Regierung unter dem bisherigen Außen- und Innenminister Rudolf Gabriel von Gross gebildet. Dieser trat 1899 in den Ruhestand.
| Amt                                                                                        | Name |
| Vorsitzender Großherzogliches Haus (ab 1.1.1892) Auswärtige Angelegenheiten Inneres Justiz | Rudolf Gabriel von Gross |
| Großherzogliches Haus (bis 31.12.1891) Kirchen- und Schulangelegenheiten                   | Adolf Guyet, Januar 1890 – 31. Dezember 1891 Alfred von Boxberg, 1. Januar 1892 – 14. Juni 1896 Rudolf von Pawel-Rammingen, ab 1896 |
| Finanzen                                                                                   | Hermann Vollert, Januar 1890 – 1893 Karl Rothe, ab 1893                                                                             |